# Croton salviformis
Espèce
Croton salviformis est une espèce de plantes à fleurs du genre Croton et de la famille des Euphorbiaceae, présente au sud-ouest de Madagascar.
Il a pour synonyme :
- Croton salviformis var. rufopunctatus, Leandri, 1939